# 32 Samodzielny Pułk Artylerii OPK
32 Samodzielny Pułk Artylerii OPK (32 spa OPK) – oddział artylerii przeciwlotniczej ludowego Wojska Polskiego.

## Historia pułku
Na podstawie zarządzenia Nr 0149/Org. Szefa Sztabu Generalnego WP z dnia 9 maja 1952 roku dowódca Okręgu Wojskowego Nr II sformował 136 Samodzielny Pułk Artylerii OPL. Jednostka została zorganizowana w garnizonie Mrzeżyno, w terminie do dnia 1 lipca 1952 roku.
W 1957 roku jednostka została dyslokowana do Bydgoszczy i podporządkowana dowódcy 2 Korpusu OPL OK.
W dniu 10 lipca 1959 roku pododdziały pułku dowodzone przez porucznika Zenona Nowaka i podporucznika Czesława Rejowskiego wzięły udział w akcji gaszenia pożaru lasu w rejonie Solca Kujawskiego.
W dniu 19 lutego 1960 roku dowódca Wojsk Lotniczych i OPL OK, generał dywizji pilot Jan Frey-Bielecki wręczył pułkowi flagę Wojsk Lotniczych za zajęcie pierwszego miejsca wśród jednostek Artylerii OPL OK w wyszkoleniu za 1959 roku. Była to pierwsza flaga wręczona jednostce Artylerii OPL OK od momentu jej ustanowienia.
Na podstawie rozkazu Nr 09/0rg. dowódcy Wojsk Lotniczych i OPL OK z dnia 19 lipca 1960 roku pułk został przeniesiony z etatu Nr 8/66 na etat Nr 8/82. 
W dniu 10 maja 1962 roku pułk wizytował sekretarz KC PZPR Ryszard Strzelecki w towarzystwie szefa Głównego Zarządu Politycznego WP generała dywizji Wojciecha Jaruzelskiego, dowódcy Pomorskiego Okręgu Wojskowego generała dywizji Zygmunta Huszczy i dowódcy 2 Korpusu OPL OK generała brygady pilota Tadeusza Krepskiego.
W dniu 21 listopada 1962 roku Dowództwo WOPK zorganizowało w pułku pokaz bazy wyszkoleniowej dla personelu kierowniczego jednostek artylerii OPK. Pokaz uzyskał ocenę bardzo dobrą.
W 1962 roku pułk zajął pierwsze miejsce wśród jednostek Wojsk Rakietowych i Artylerii WOPK.
W sierpniu 1963 roku na terenie 15 Poligonu Artylerii OPK zostały przeprowadzone zawody artyleryjskie baterii małego i średniego kalibru. Pierwsze miejsce wśród baterii średniego kalibru zajęła 2 bateria 136 spa OPK. W tym samym roku pułk został poddany inspekcji przez Główny Inspektorat Szkolenia WP i otrzymał ocenę bardzo dobrą.
W dniu 1 lipca 1965 roku na uzbrojeniu pułku znajdowało się szesnaście 57 mm armat przeciwlotniczych S-60 i osiem 100 mm armat przeciwlotniczych KS-19 oraz sześć radiolokacyjnych stacji artyleryjskich SON-9A.
Na początku 1967 roku żołnierze pułku otrzymali umundurowanie wojsk lotniczych w miejsce dotychczasowych mundurów wojsk lądowych.
Na podstawie rozkazu Nr 025/MON Ministra Obrony Narodowej z dnia 30 września 1967 roku jednostka przejęła numer 32 Pułku Artylerii Przeciwlotniczej, a dzień 9 maja został ustanowiony dorocznym świętem 32 Samodzielnego Pułku Artylerii OPK.
Na podstawie zarządzenia Nr 01/Org. Szefa Sztabu Generalnego WP z dnia 2 stycznia 1974 roku dowódca 2 Korpusu OPK rozformował 32 spa OPK w terminie do dnia 15 lipca 1974 roku.

## Dowódcy pułku
- mjr Stanisław Jóźwiak (1957)
- ppłk Franciszek Kuc (od 5 stycznia 1960)
- ppłk mgr Franciszek Karpiński (do 1974)